# Bari (stad)
Bari is de hoofdstad van de gelijknamige metropolitane stadsregio en van de regio Apulië in Zuid-Italië. De stad telt ongeveer 330.000 inwoners en is een belangrijke havenplaats aan de Adriatische kust. Van daaruit zijn er regelmatige veerdiensten naar Durrës in Albanië, en ook naar Dubrovnik in Kroatië en Bar in Montenegro. Ook cruiseschepen leggen aan in de haven van Bari. In tegenstelling tot Malta en Sicilië ligt Bari echter niet aan de belangrijkste zeeroutes van de Middellandse Zee. 
Bari is ook een universiteitsstad. De historische oude stad, met zijn talrijke kerken en pleinen en zijn kasteel, is goed bewaard. Daarnaast is er het moderne Bari met een opvallend rechthoekig stratenpatroon. Ten noorden van de Corso Vittorio Emanuele ligt het 'oude gedeelte' op een kleine kaap, begrensd door de twee havens. 
De kathedraal van Bari, of kathedraal van de heilige Sabinus stamt uit de 12e eeuw en bezit een roosvenster in de façade. Ook de Sint-Nicolaasbasiliek (in 1087 begonnen met de bouw) is prominent aanwezig in de stad (zie Bezienswaardigheden verder). 
Aan de zuidzijde van de eerder genoemde Corso Vittorio Emanuele werd in de 19e eeuw een kaarsrecht stratenpatroon gerealiseerd en daar bevinden zich het Archeologisch Museum en de Pinacotheek.
In de directe omgeving bevinden zich de Grotte Castellane met fraaie druipsteenformaties (ontdekt in 1038) en het dorpje Alberobello (de hoofdstad van de trulli).

## Geschiedenis
Bari zou gesticht zijn door de Illyriërs omstreeks 1.500 voor onze jaartelling; de stad werd de hoofdplaats van Peucezia. In de vierde eeuw v. Chr. werd Barium als een Romeinse "municipium" deel van het Romeinse Rijk en bleef dat tot 476 n. Chr. Door de eeuwen heen kende de streek verschillende overheersers onder meer de Goten, de Arabieren, de Byzantijnen en de Normandiërs.
Bari werd in 847 veroverd door de Arabieren en zou tot 871 als emiraat Bari onder islamitische heerschappij blijven. Daarna werd het heroverd door de Byzantijnen. In 1071 werd het ingenomen door de Normandiërs van Robert Guiscard. In 1119 verklaarde Bari zich onafhankelijk doch werd opnieuw veroverd in 1131 door Rogier II van Sicilië. Vanaf 1282 werd Bari bij het koninkrijk Napels gevoegd en kwam zo onder het gezag van de huizen Anjou, Aragón, Habsburg en Bourbon, tot het in 1861 deel ging uitmaken van Italië.
Tijdens de Tweede Wereldoorlog werd de stad zwaar beschadigd door een Duitse aanval met bommenwerpers. In de nacht van 2 december 1943 vielen 105 Junkers Ju 88 bommenwerpers de haven aan. Zuid-Italië was inmiddels in handen van de geallieerden en de haven lag vol met oorlogs- en transportschepen. Bari lag met zijn haven in de frontlijn van de Italiaanse Veldtocht. Ruim 20 schepen zonken als een gevolg van de aanval, waaronder het Liberty vrachtschip John Harvey met een lading mosterdgas. Het schip lag te wachten om gelost te worden. De lading was geheim en de havenautoriteiten waren hiervan niet op de hoogte gesteld. Het mosterdgas kwam vrij en reddingswerkers konden niet adequaat reageren op de bijzondere verwondingen, waardoor het totaal aantal doden van de aanval op zo’n 2000 uitkwam, waarvan de helft burgers. Op bevel van de allerhoogste politieke en militaire leiders bleef dit geheim en pas in 1967 werd dit bij het grote publiek bekend, na de publicatie van het boek Disaster at Bari van Glenn Infield. Een opmerkelijke omstandigheid is dat dit drama iets positiefs voortbracht. Wetenschappers stelden vast dat de slachtoffers een opmerkelijk bloedbeeld hadden wat betreft de witte bloedlichaampjes. Van hieruit is uiteindelijk de chemotherapie ontwikkeld. Nog tijdens de Tweede Wereldoorlog verbleven Geallieerde officieren in het Palazzo Fizzarotti.

## Bezienswaardigheden

### Sint-Nicolaas in Bari
In de Basiliek van Sint-Nicolaas worden de stoffelijke resten bewaard van Sint Nicolaas, de bisschop van Myra. Deze werden in 1087 door zeelui van Bari uit de Sint-Nicolaaskerk van Myra meegebracht. De heilige Nicolaas is beschermheilige van de stad. Zijn feest wordt elk jaar uitgebreid gevierd op 7,8 en 9 mei. Op 7 mei is er 's avonds een historische stoet die het leven uitbeeldt van deze heilige. Op 8 mei is het religieuze feest. In de vroege ochtend wordt er een beeld van Nicolaas de basiliek uitgedragen en trekt feestelijk in de vorm van een processie door de straten. 's Middags wordt het beeld ter verering de zee opgevaren waarna het na het vallen van de zon terugkeert naar het oude centrum. Op 9 mei is er een pontificale eucharistieviering met het zogenaamde mannawonder. 
Het gaat hier om dezelfde sint wiens naamdag (6 december) op 5 en 6 december in onder meer in de Lage Landen in ere wordt gehouden.
Nicolaas is tevens ook een heilige in de oosters-orthodoxe kerken. Oost en West ontmoeten elkaar jaarlijks in Bari.

### Musea
- Het Museo d'Arte Contemporanea Polignano a Mare is een museum voor hedendaagse kunst te 'Bari dat jaarlijks de Premio Pino Pascali uitreikt.
- Normandisch-Zwabisch kasteel
- De Pinacoteca Provinciale di Bari bevat schilderijen en beeldhouwwerken.

### Andere bezienswaardigheden
- Palazzo della Provincia, voormalig paleis van de provincie Bari
- Palazzo Fizzarotti, 19e-eeuws paleis in eclectische stijl
- Palazzo dell'Acqua, 20e-eeuws paleis in neoromaanse stijl aan de buitenzijde en art deco aan de binnenzijde
- Teatro Petruzzelli, volledig heropgebouwd 20e-eeuws theater na de brand van 1991.

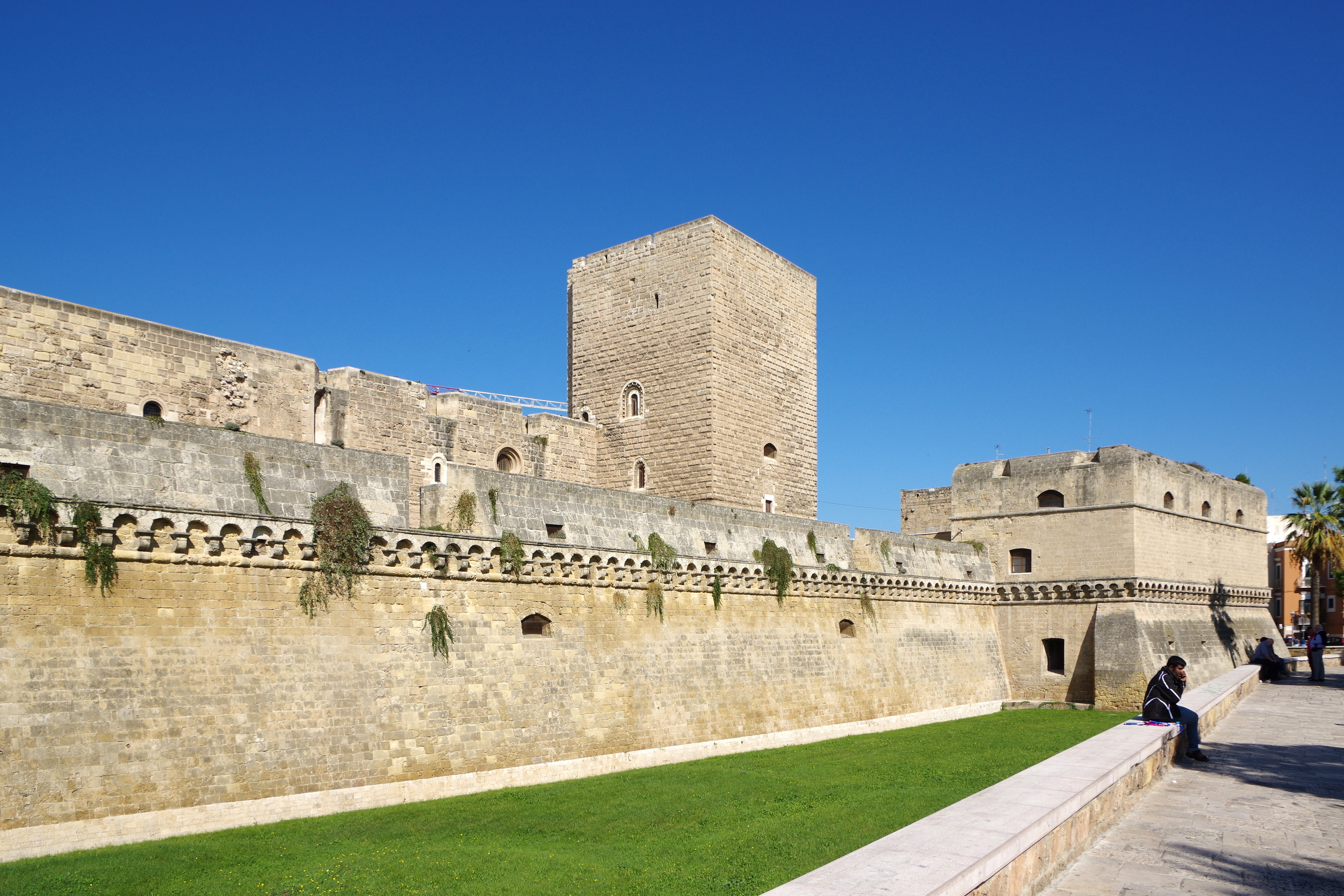
Normandisch-Zwabisch kasteel van Bari
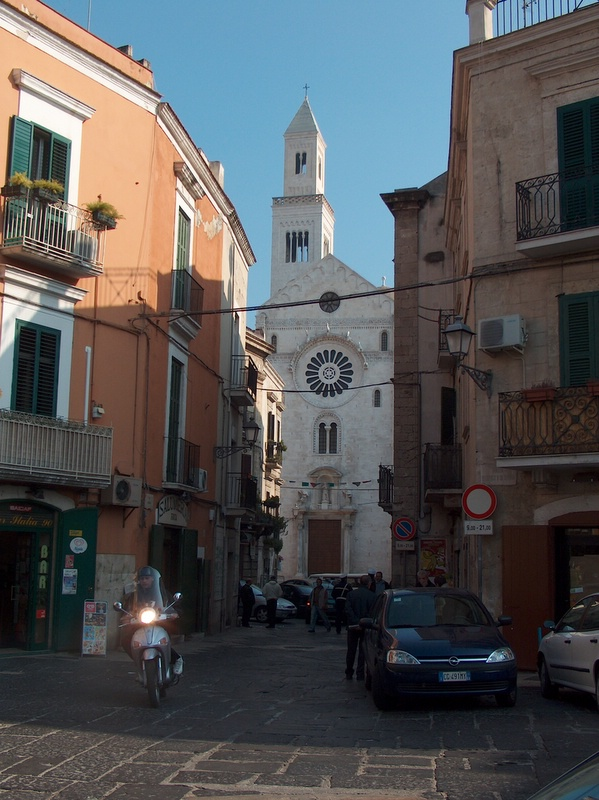
Kathedraal van Bari
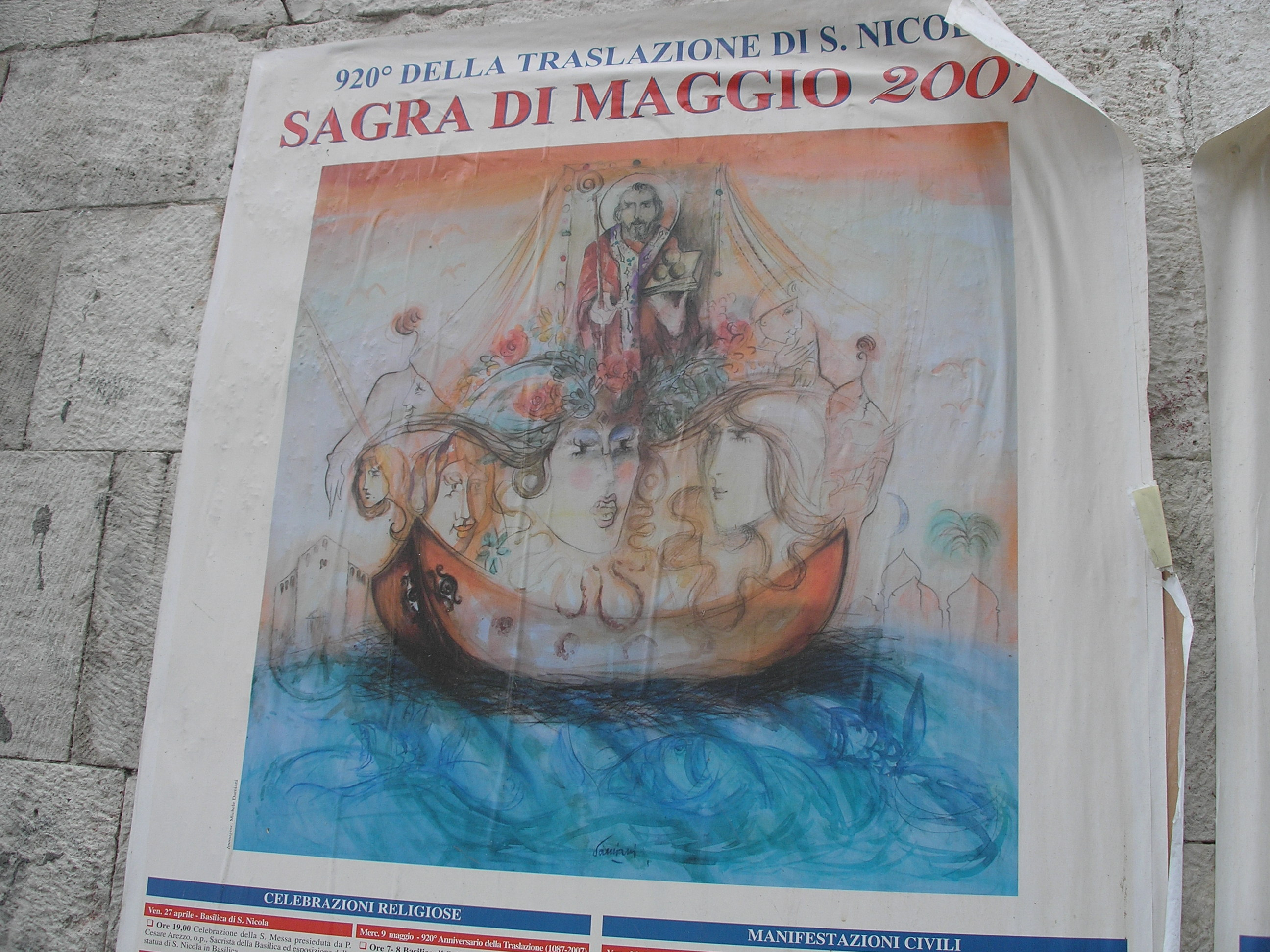
Affiche in Bari: Aankondiging Sint Nicolaasfeesten 2007
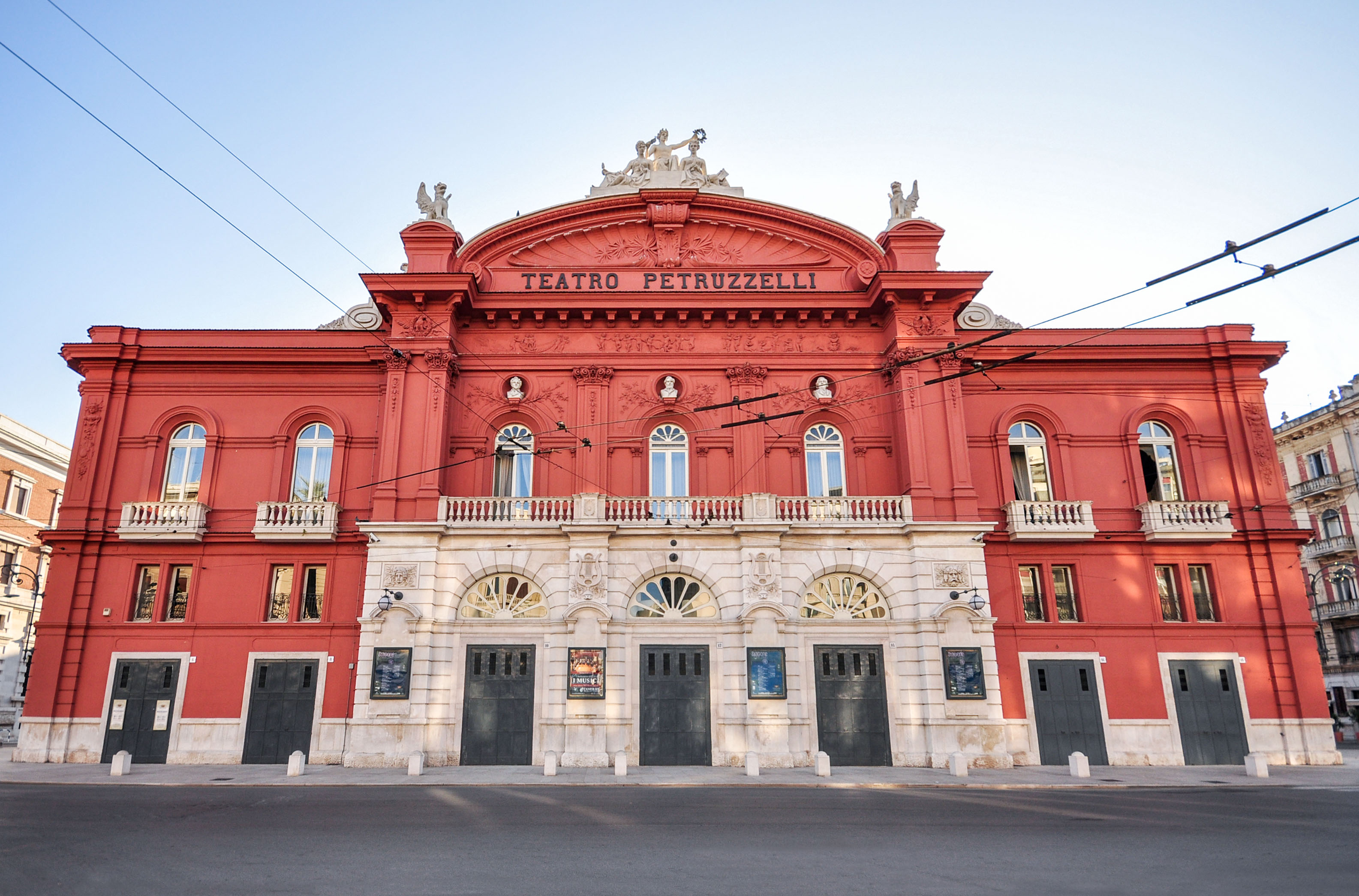
Teatro Petruzzelli

## Sport
AS Bari is de professionele voetbalploeg van Bari en speelt in het Stadio San Nicola. AS Bari was regelmatig actief op het hoogste Italiaanse niveau de Serie A.
In het Stadio San Nicola werden wedstrijden gespeeld toen Bari speelstad was bij het WK voetbal van 1990. Een jaar later won Rode Ster Belgrado er de finale van de Europacup 1.

## Keuken

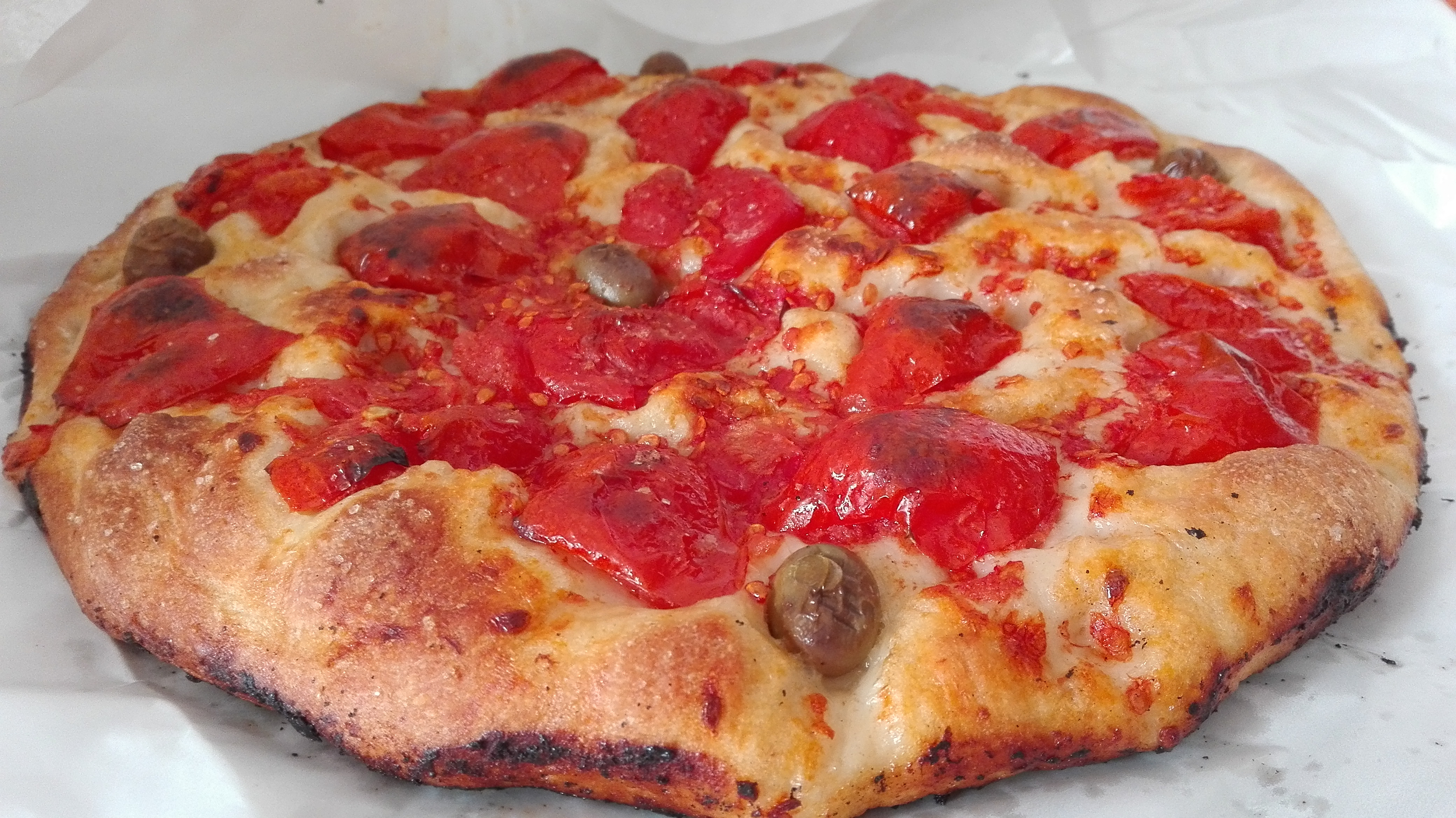
Focaccia Barese

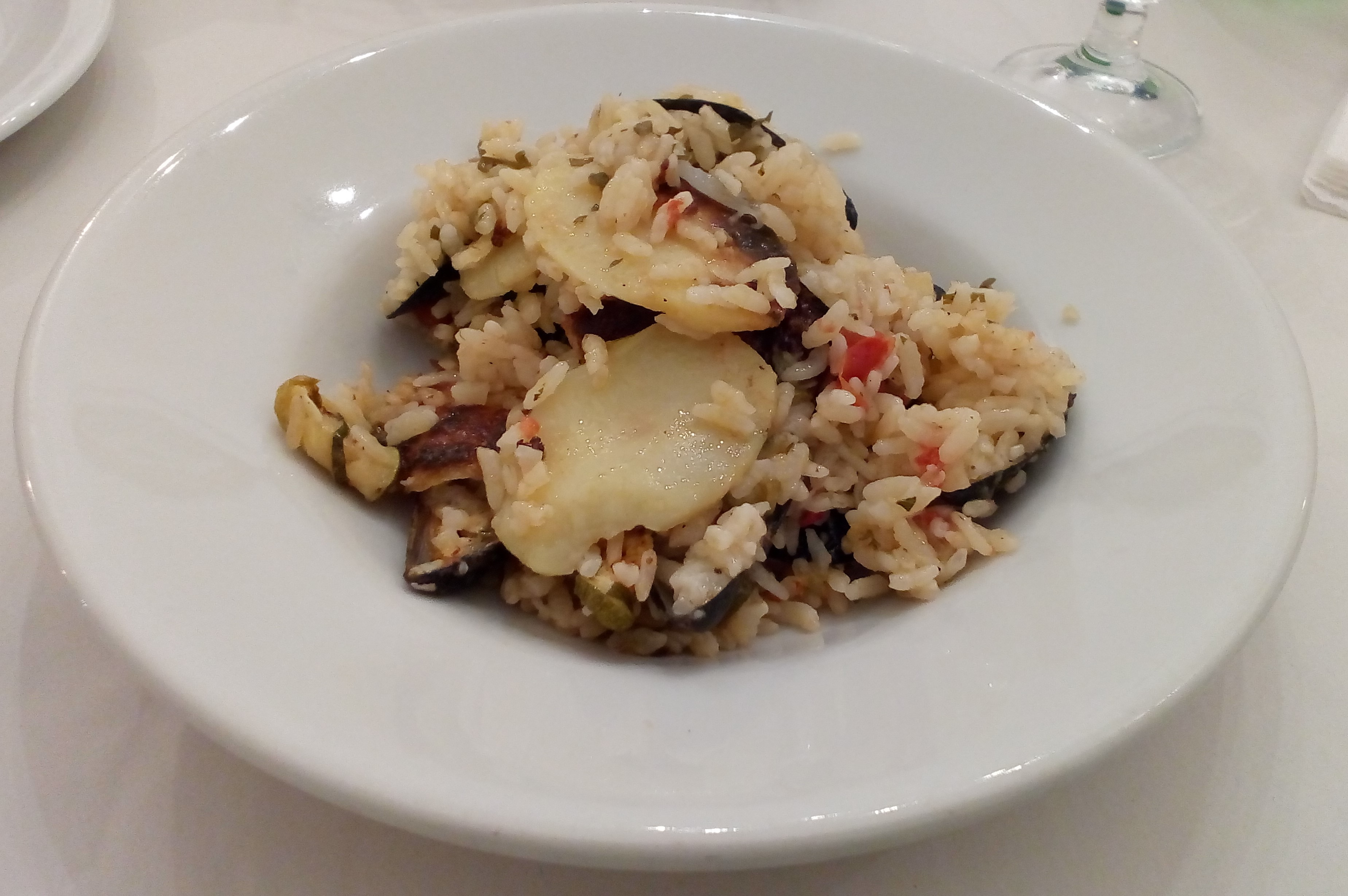
Tiella barese; rijst, aardappels en mosselen

Een pastavorm di typisch is voor Bari, zijn de orecchiette, (oortjes). Naast voorverpakte, zijn er op straat in het centrum van Bari ook versgemaakte te koop. Een andere specialiteit is de focaccia barese. Een uniek gerecht is verder de Tiella barese, ook wel riso, patate e cozze (rijst, aardappels en mosselen) genoemd.

## Partnersteden
- Banja Luka (Bosnië en Herzegovina)
- Bologna (Italië)
- Corfu (Griekenland)
- Durrës (Albanië)
- Guangzhou (China)
- Mar del Plata (Argentinië)
- Patras (Griekenland)

## Geboren
- Paus Benedictus XIII (1649-1730), kerkvorst
- Giuseppe Papalia (1897-1954), burgemeester-senator
- Raffaele Costantino (1907-1991), voetballer en voetbalcoach
- Gino Priolo (1912-1943), gevechtspiloot
- Riccardo Cucciolla (1924-1999), acteur
- Domenico Modugno (1928-1994), zanger en acteur
- Attilio Alto (1937-1999), rector en bankier
- Mario Martiradonna (1938-2011), voetballer
- Orazio Schena (1941-2024), Italiaans-Belgisch voetballer
- Guido Marzulli (1943), kunstschilder
- Rocco Sisto (1953), acteur
- Giovanni Alemanno (1958), politicus
- Gianluca Paparesta (1969), voetbalscheidsrechter
- Antonio Chimenti (1970), voetballer
- Antonio Cassano (1982), voetballer
- Luigi Ferrara (1982), autocoureur
- Ivan Fanelli (1984), wielrenner

## Galerij

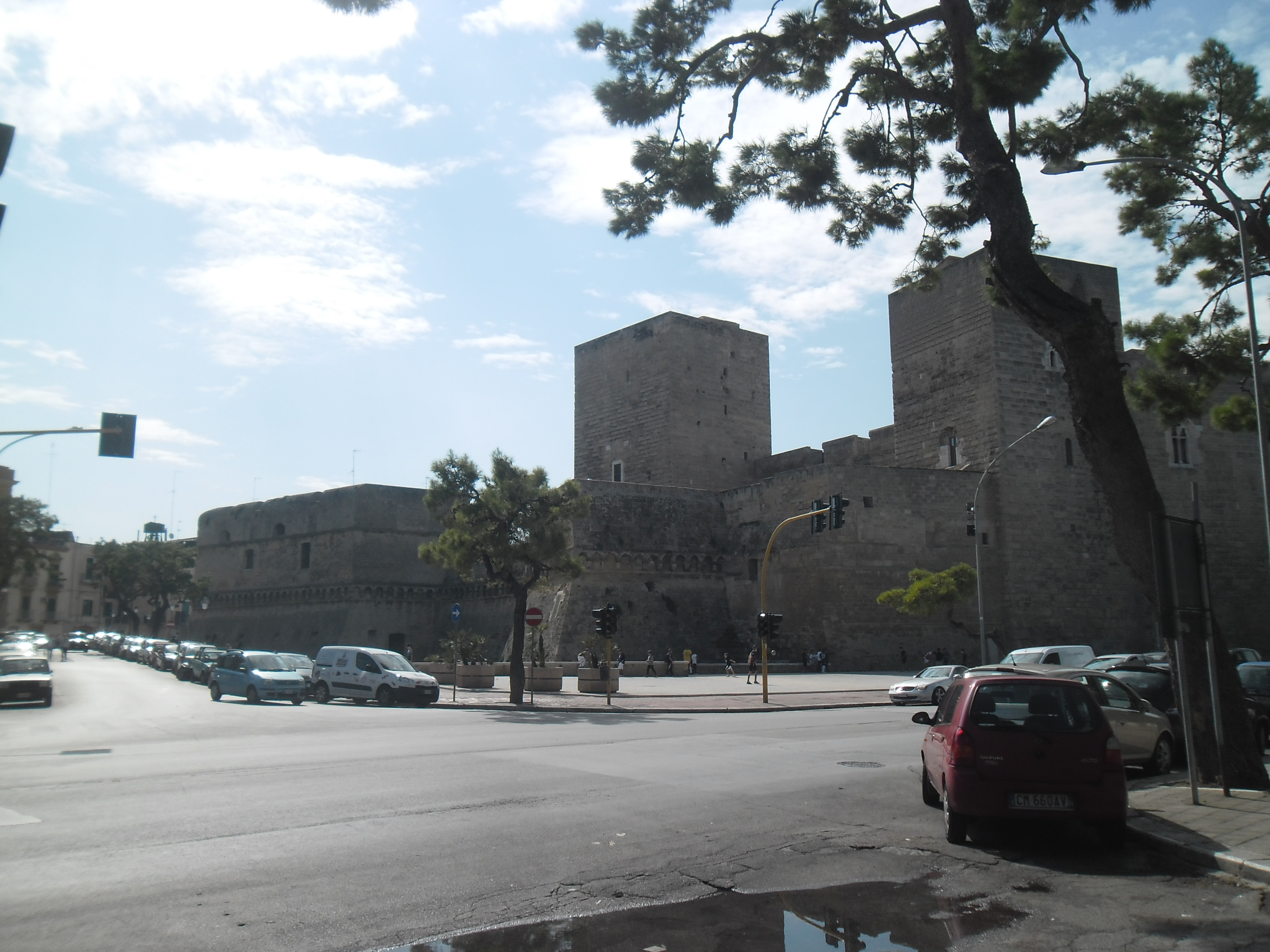
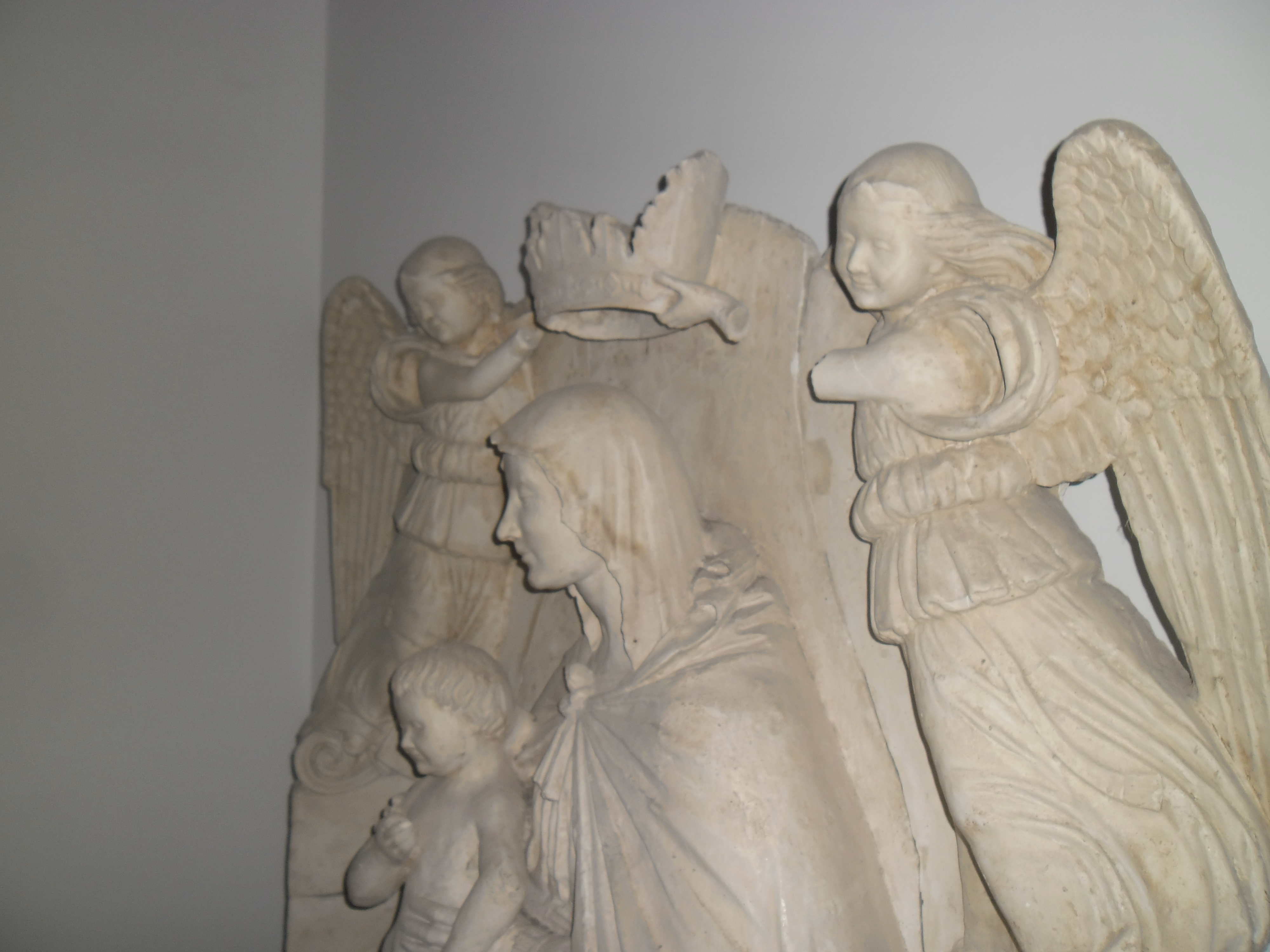
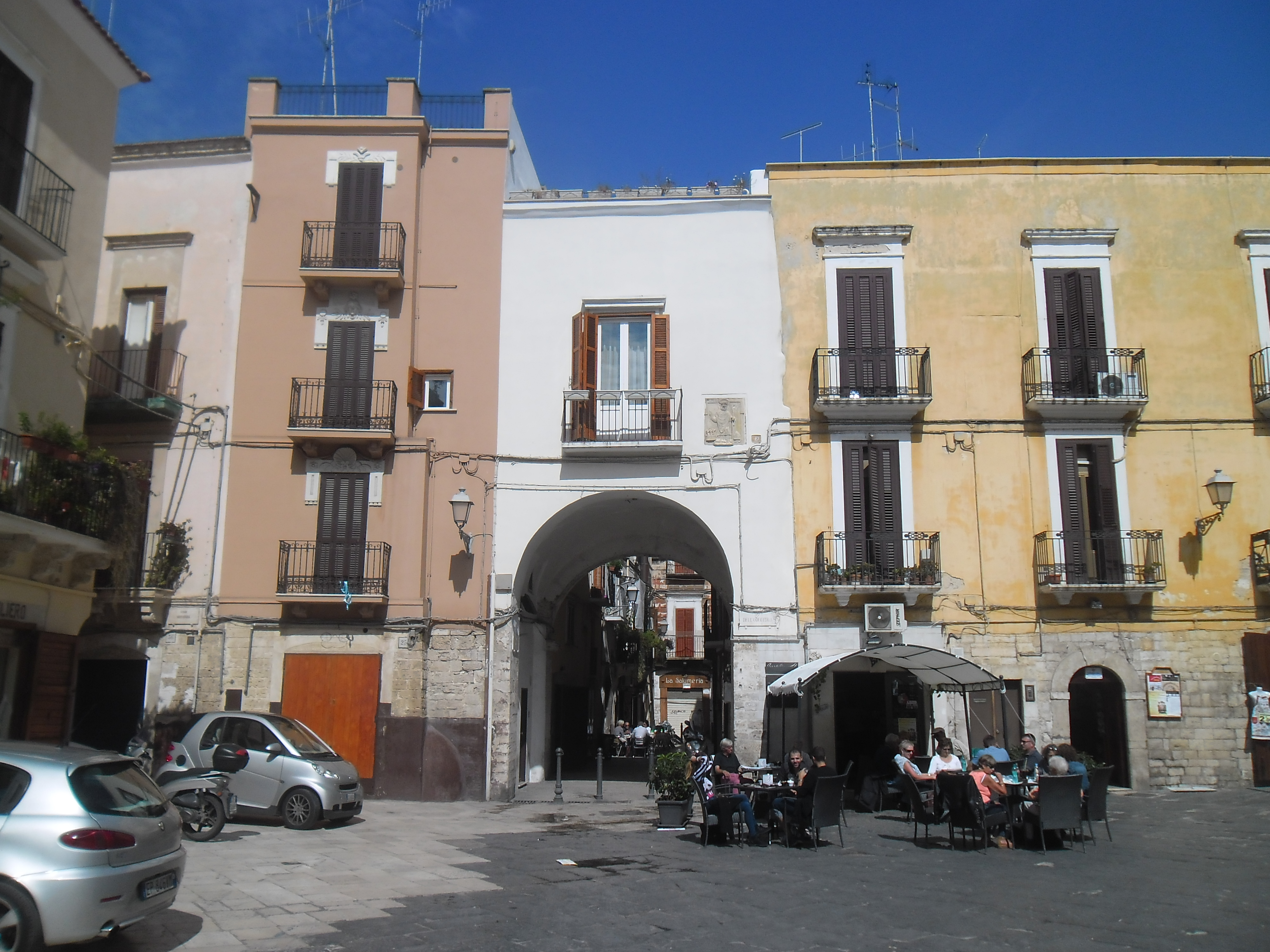
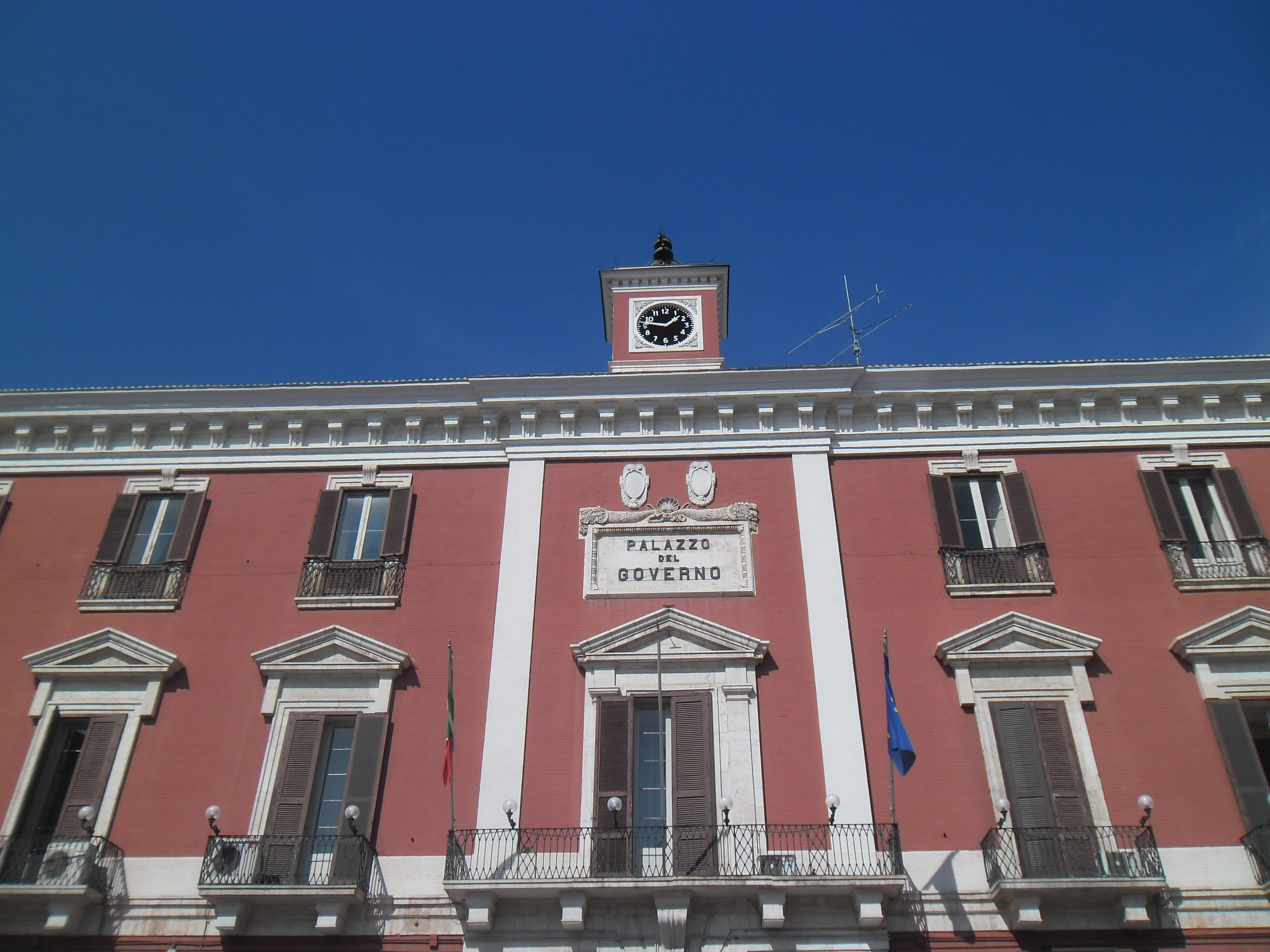
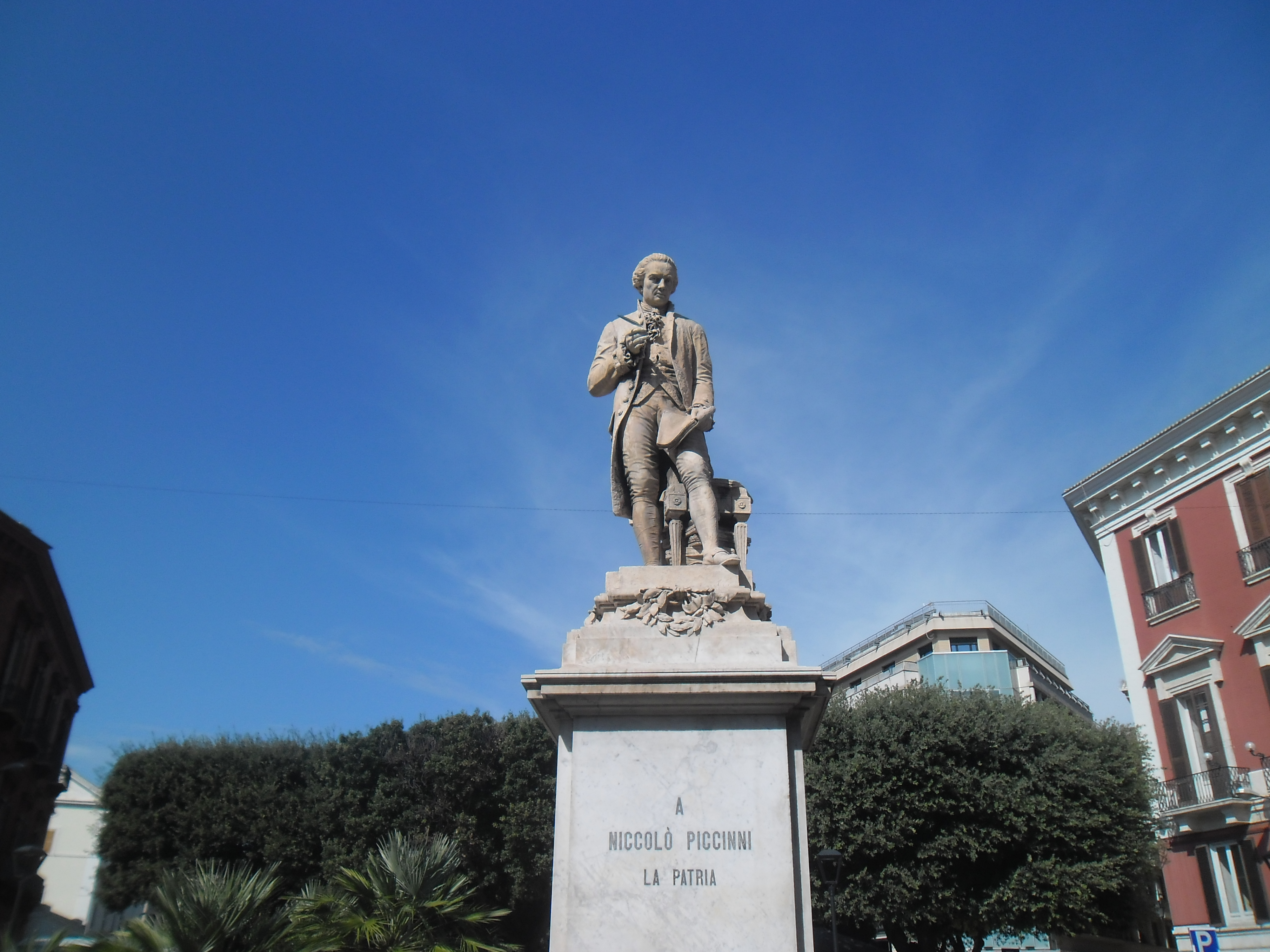
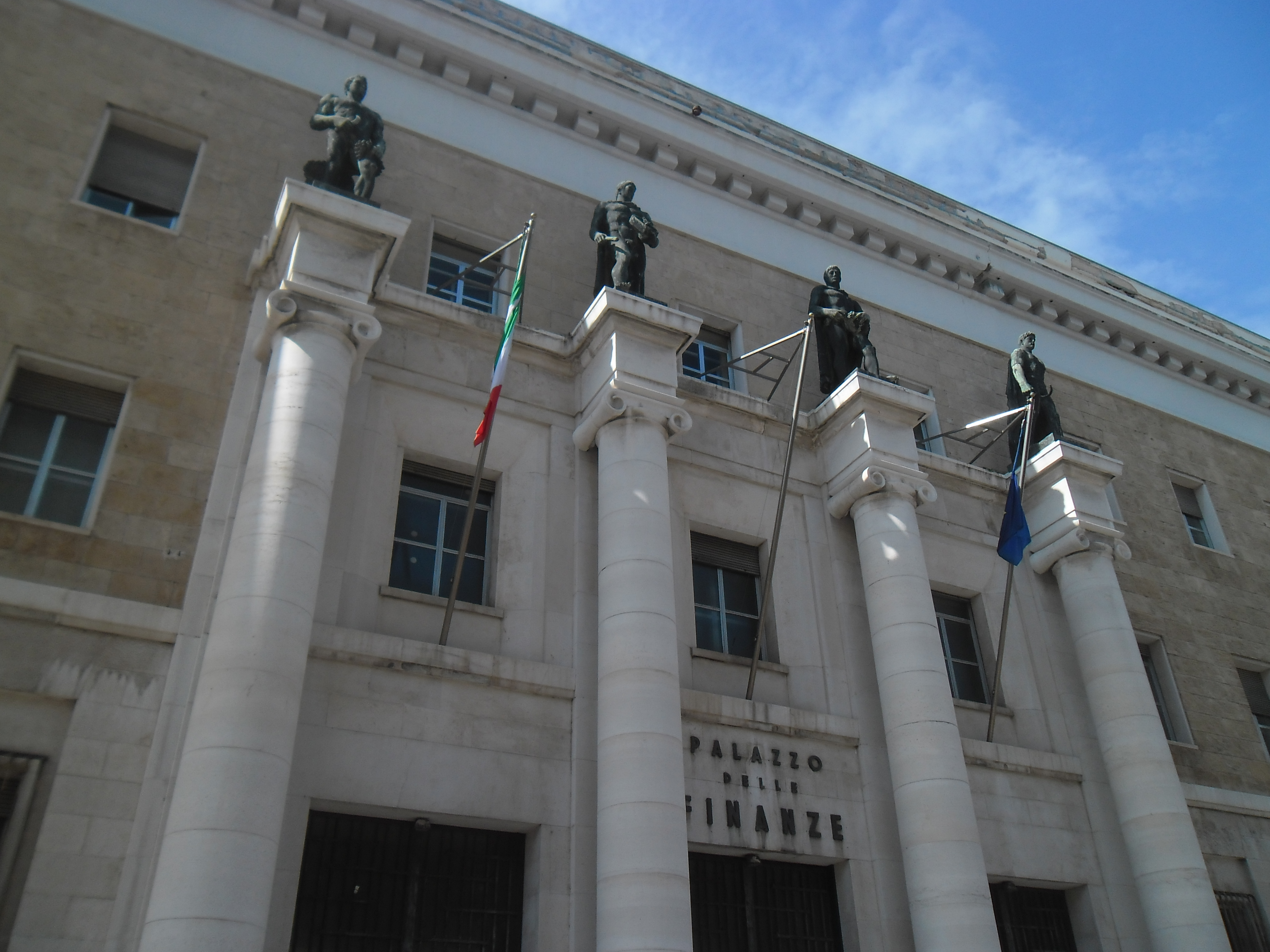
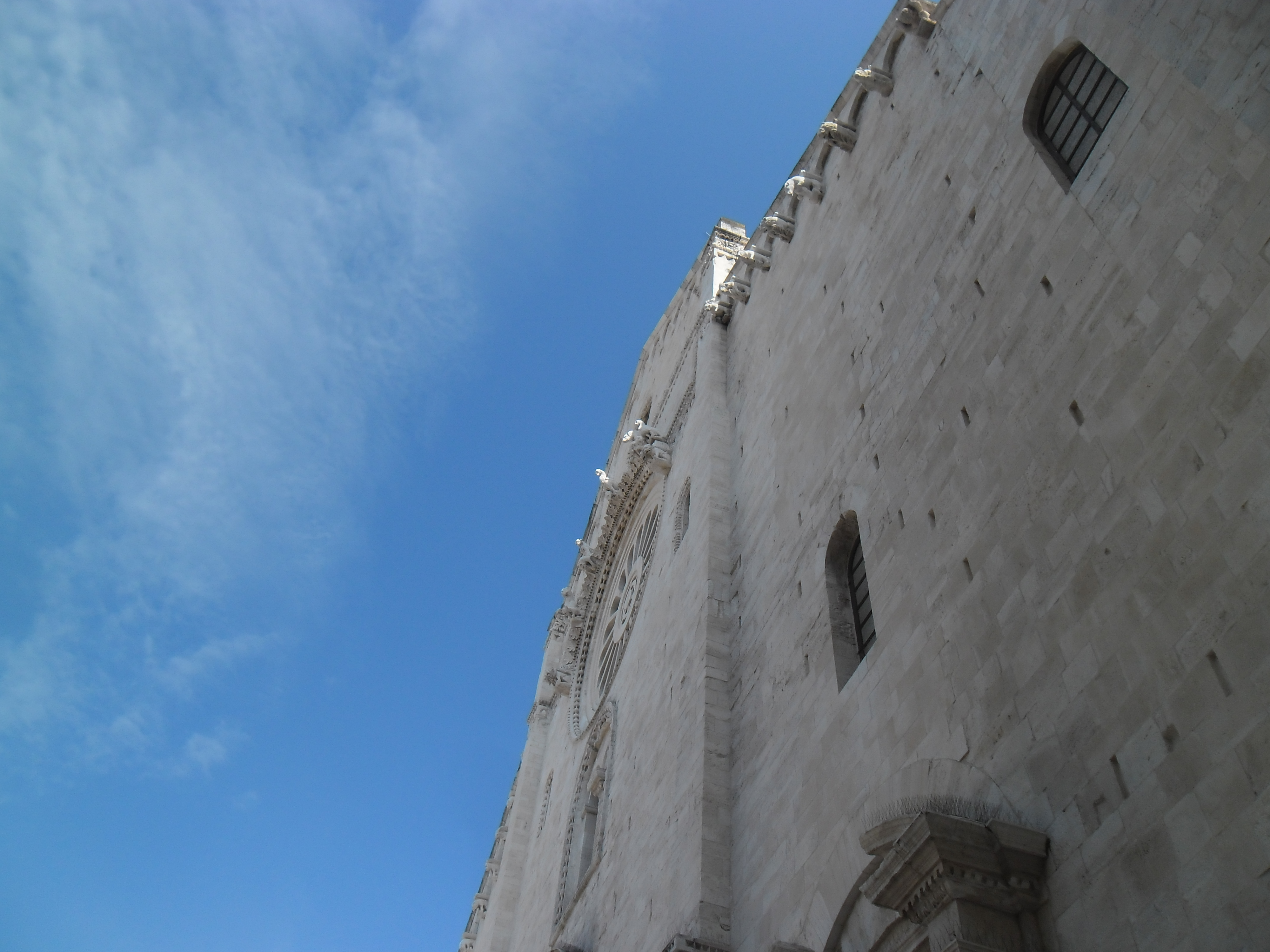
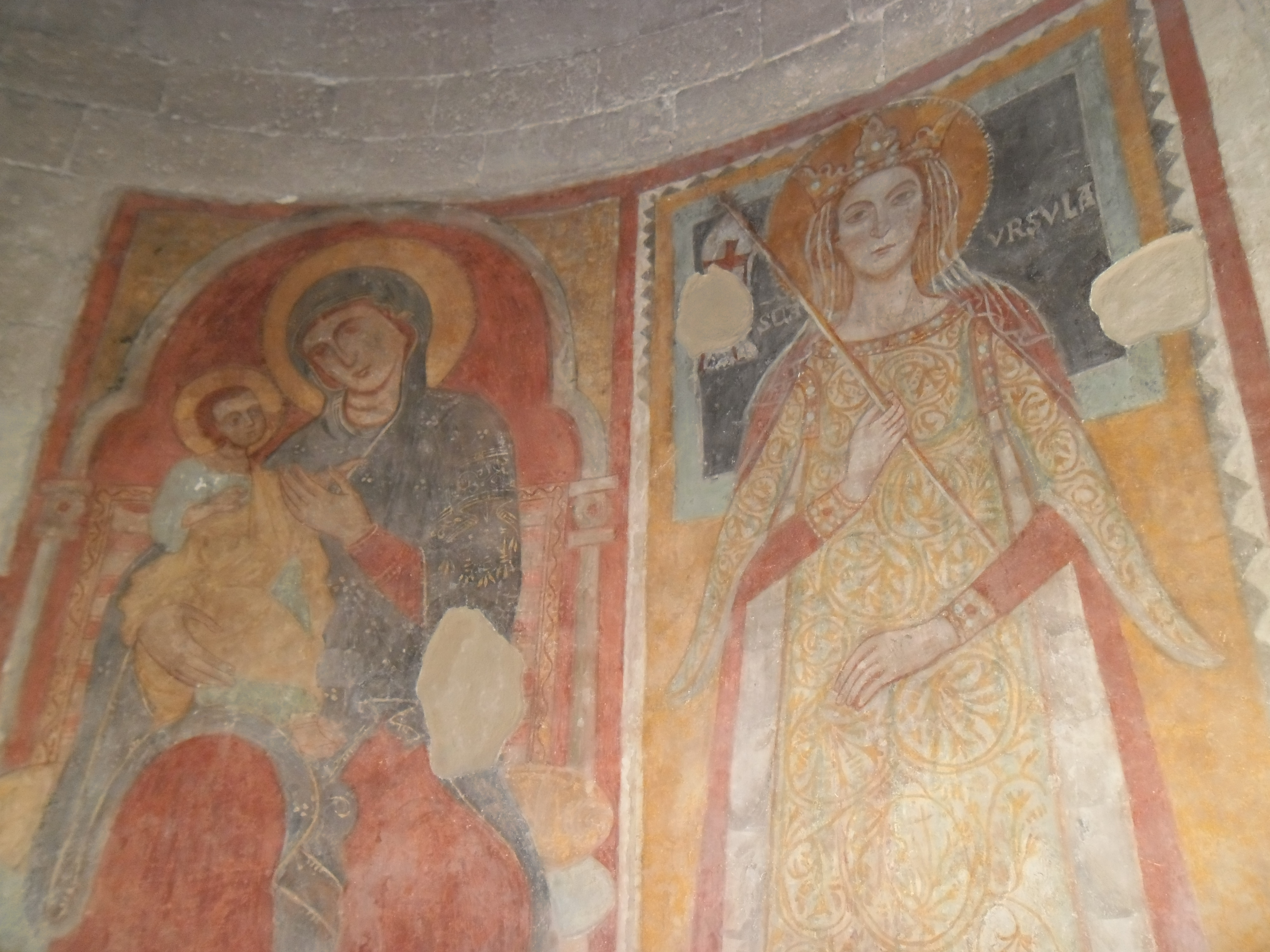
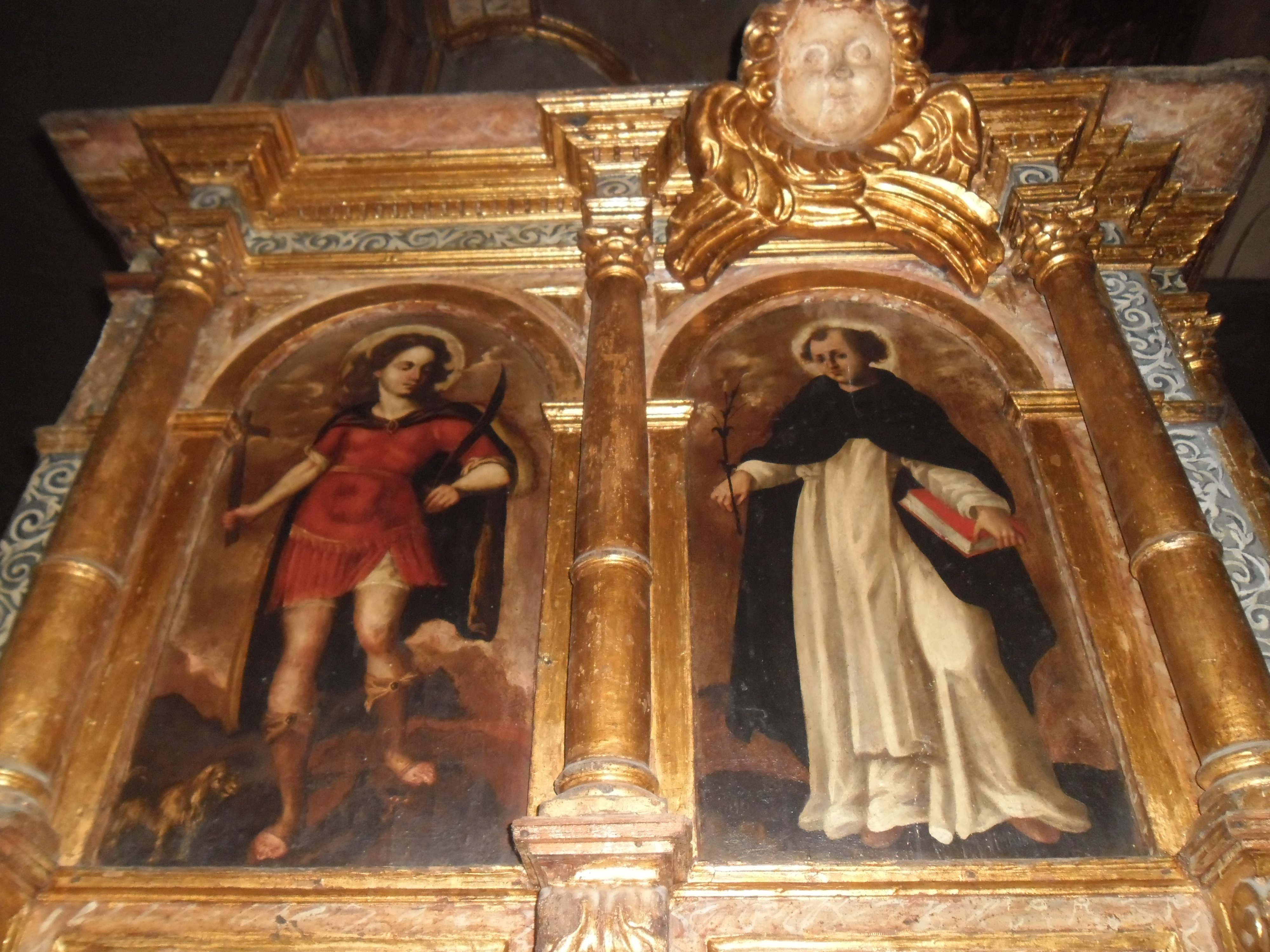
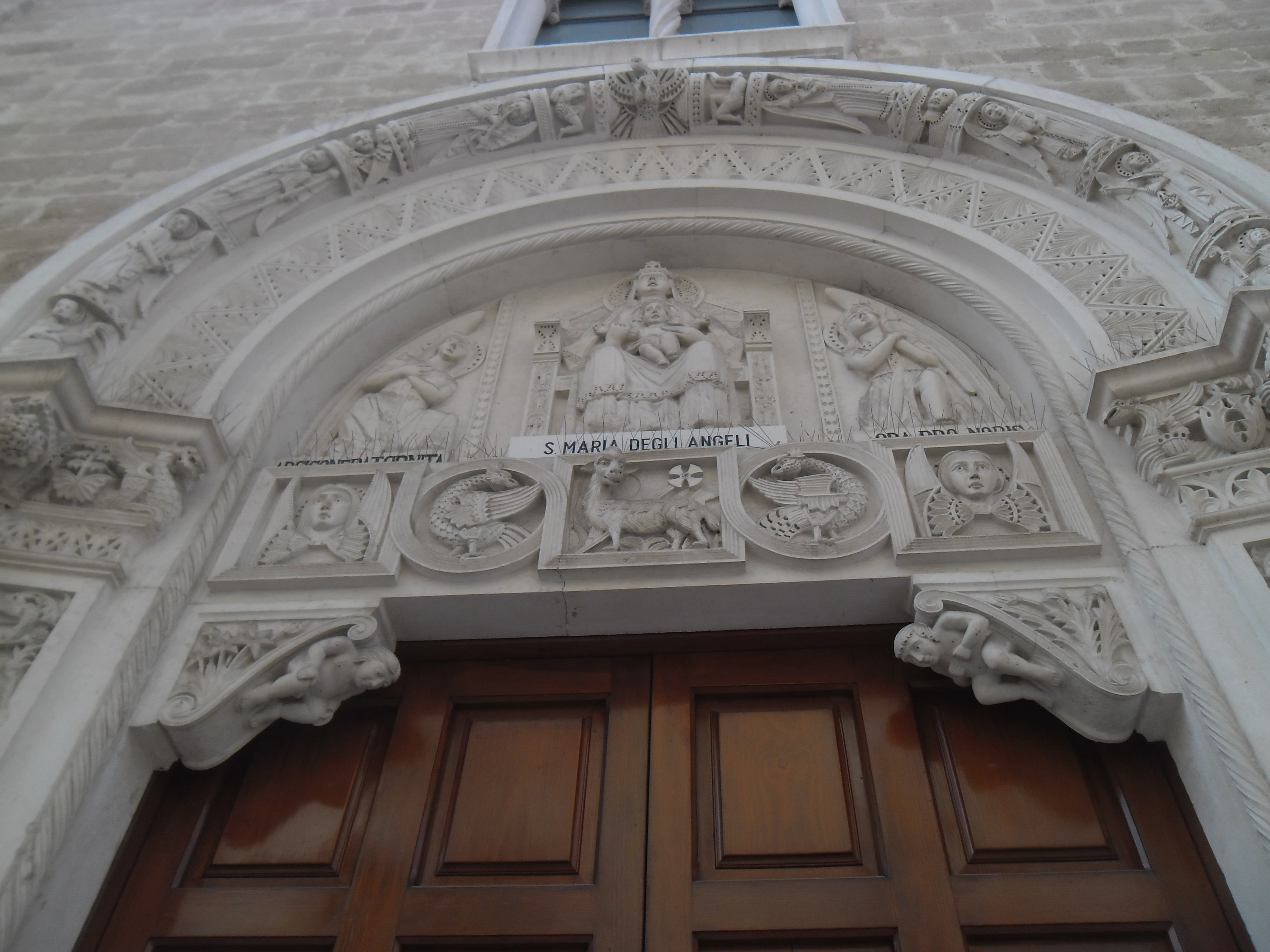
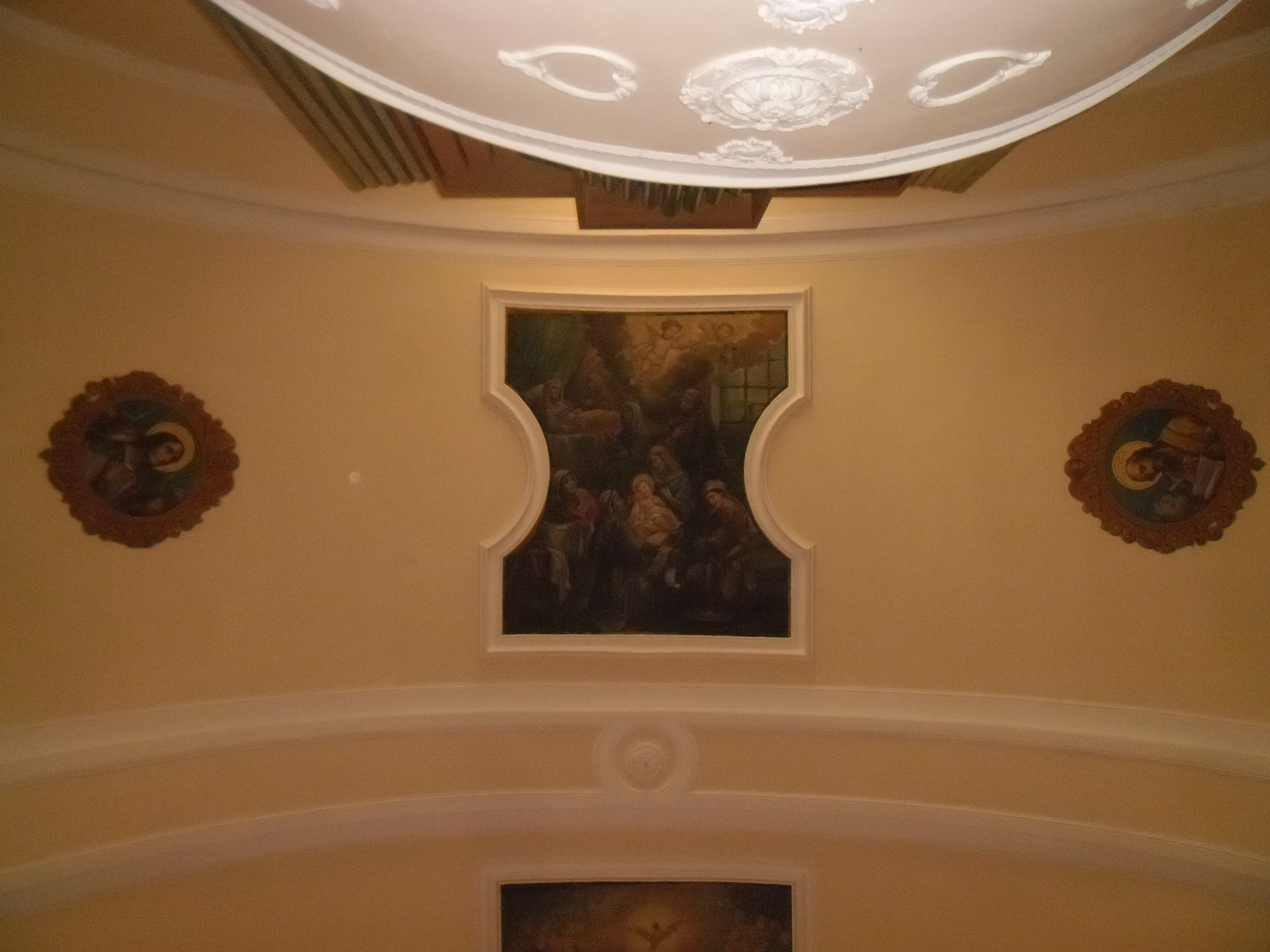
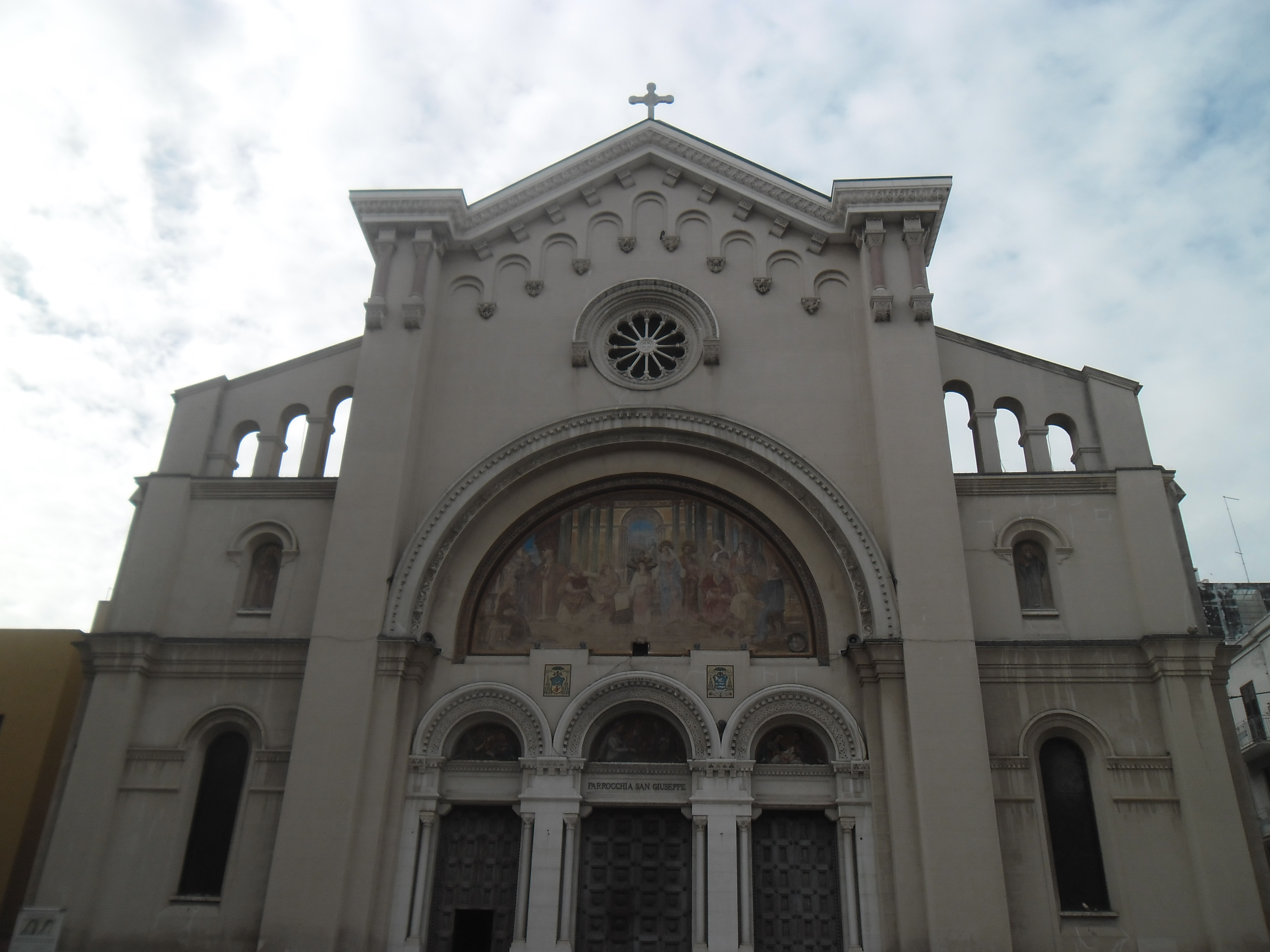
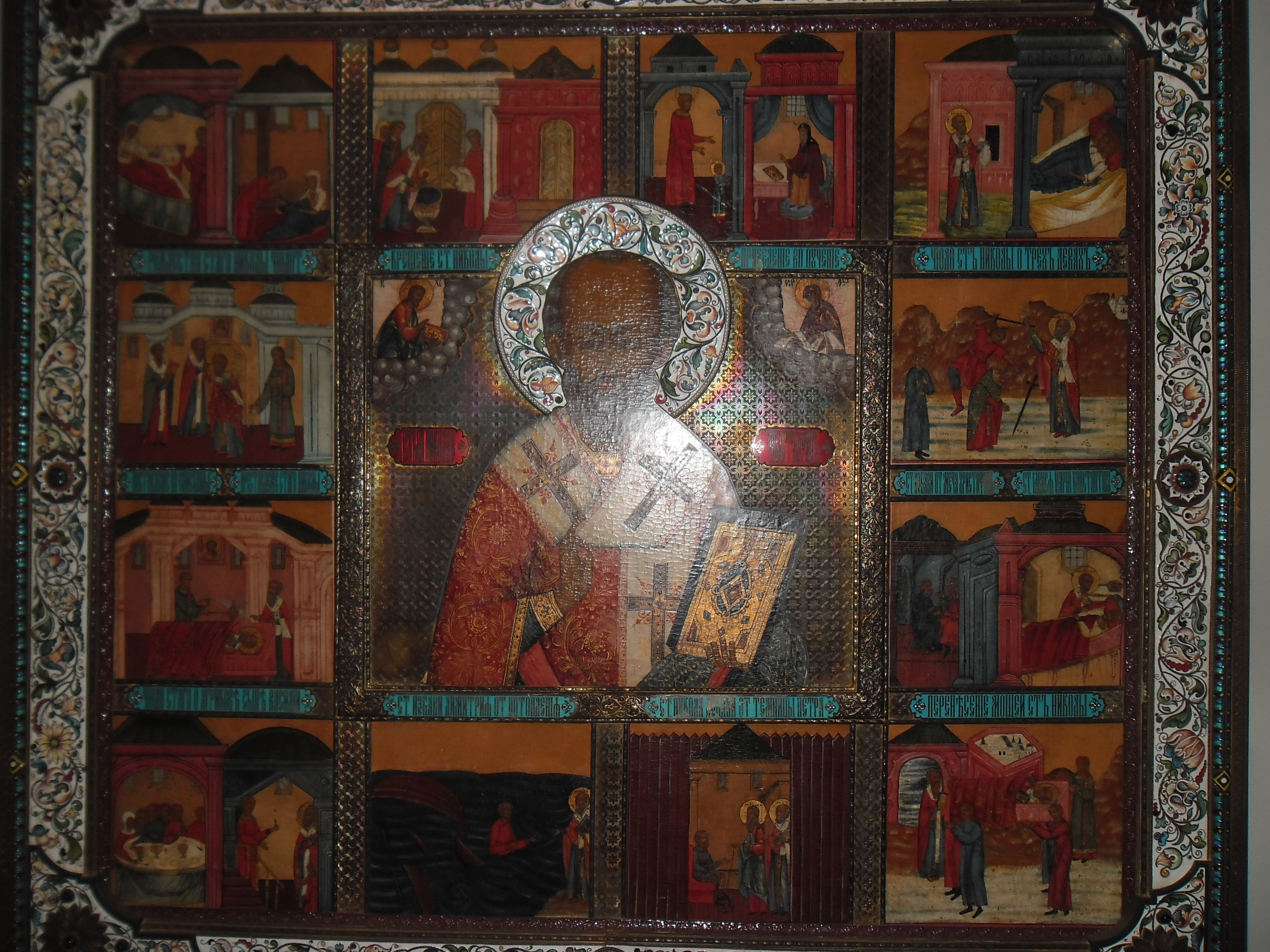
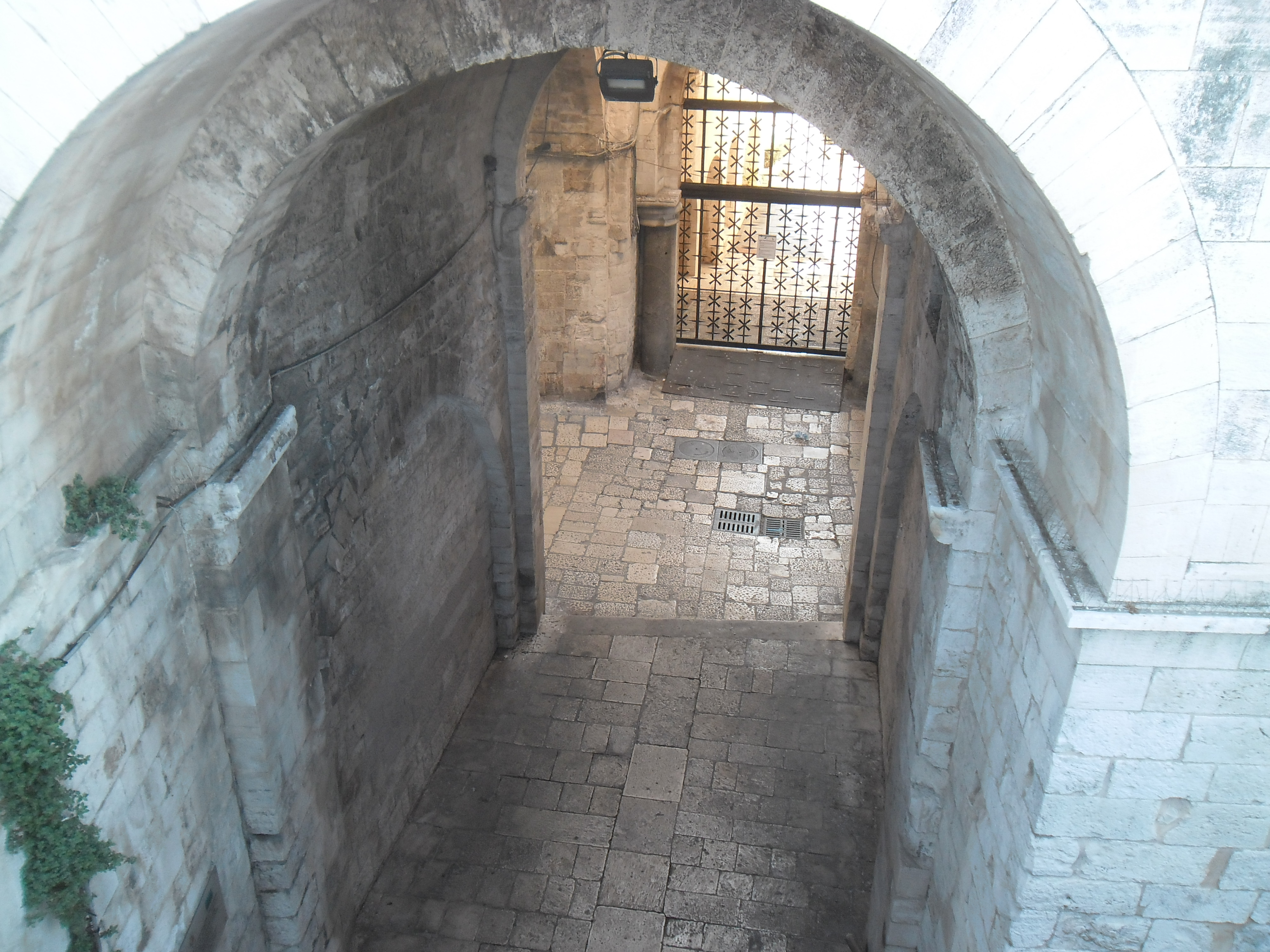